# 菊科内丝白粉菌
菊科内丝白粉菌（学名：Leveillula compositarum）是属于白粉菌目白粉菌科内丝白粉菌属的一种真菌，寄生在菊科植物上。该种分布于中国、西班牙、匈牙利、伊朗、俄罗斯、法国、南斯拉夫、瑞士等地。